# Philippe III của Pháp
 Philippe III (1 tháng 5 năm 1245 – 5 tháng 10 năm 1285), còn được biết tới với biệt danh là Táo bạo (tiếng Pháp: le Hardi), là Vua của Pháp từ năm 1270 cho đến khi ông qua đời vào năm 1285. Cha ông, Louis IX đã qua đời ở Tunis trong cuộc Thập tự chinh lần thứ 8. Philippe, người đi cùng ông, trở về Pháp và được xức dầu làm vua tại Reims vào năm 1271.
Philippe được thừa kế nhiều vùng đất lãnh thổ trong thời gian trị vì của mình, đáng chú ý nhất là hạt Toulouse khi lãnh địa này được sáp nhập vào lãnh thổ hoàng gia vào năm 1271. Với Hiệp ước Orléans, ông đã mở rộng ảnh hưởng của Pháp sang tận Vương quốc Navarra. Sau khi người em trai Peter của ông bị giết trong sự kiện Kinh chiều của người Sicilia, hạt Alençon đã được trả lại cho vương quốc Pháp.
Sau sự kiện Kinh chiều của người Sicilia, Philippe đã lãnh đạo cuộc Thập tự chinh của người Aragon với sự hỗ trợ từ người chú của mình. Tuy có được bước đầu thành công nhưng sau đó Philippe cùng đội quân của ông đã dính dịch bệnh nên buộc phải rút lui. Ông qua đời vì bệnh kiết lỵ ở Perpignan vào năm 1285. Ông được kế vị bởi con trai của mình là Philippe IV.

## Đầu đời

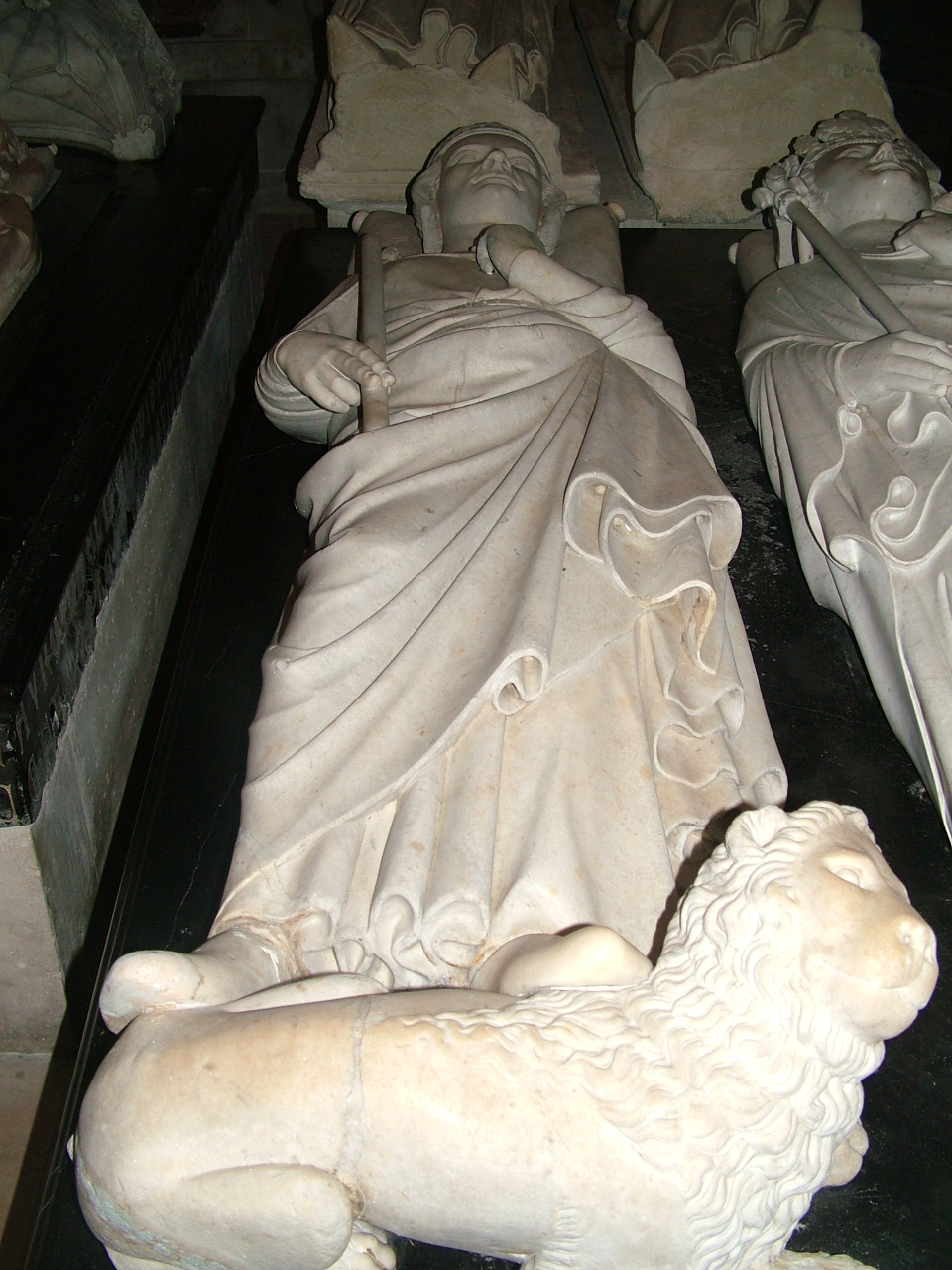
Hình ảnh đã chụp - Grab Philipp III.

Philippe sinh ra tại Poissy vào ngày 1 tháng 5 năm 1245. Ông là con trai thứ hai của Vua Louis IX của Pháp và vương hậu Marguerite xứ Provence. Là con trai thứ, Philippe không có kỳ vọng nối ngôi vua cha. Tuy nhiên, sau cái chết của người anh trai cả là hoàng tử Louis vào năm 1260, ông đã trở thành trữ quân.
Mẹ của Philippe, Marguerite, đã ép ông phải hứa sẽ duy trì sự giám hộ của bà cho đến năm 30 tuổi, tuy nhiên Giáo hoàng Urbanô IV đã để ông rời khỏi lời tuyên thệ này vào ngày 6 tháng 6 năm 1263. Kể từ thời điểm đó, Pierre de la Broce, một quan chức thân cận vốn được hoàng gia tin tưởng sẽ là người giáo dục của Philippe. Cha của ông, Louis, cũng cho ông những lời khuyên dạy bảo, đặc biệt là Louis đã viết Enseignements, trong đó cuốn sách khắc sâu khái niệm công lý như nghĩa vụ đầu tiên của một vị vua.
Theo các điều khoản của Hiệp ước Corbeil (1258) được ký kết vào ngày 11 tháng 3 năm 1258 giữa Louis IX và Jaime I của Aragon, Philippe đã kết hôn vào năm 1262 với Isabel của Aragon ở Clermont bởi tổng giám mục của Rouen, Eudes Rigaud.

## Thập tự chinh

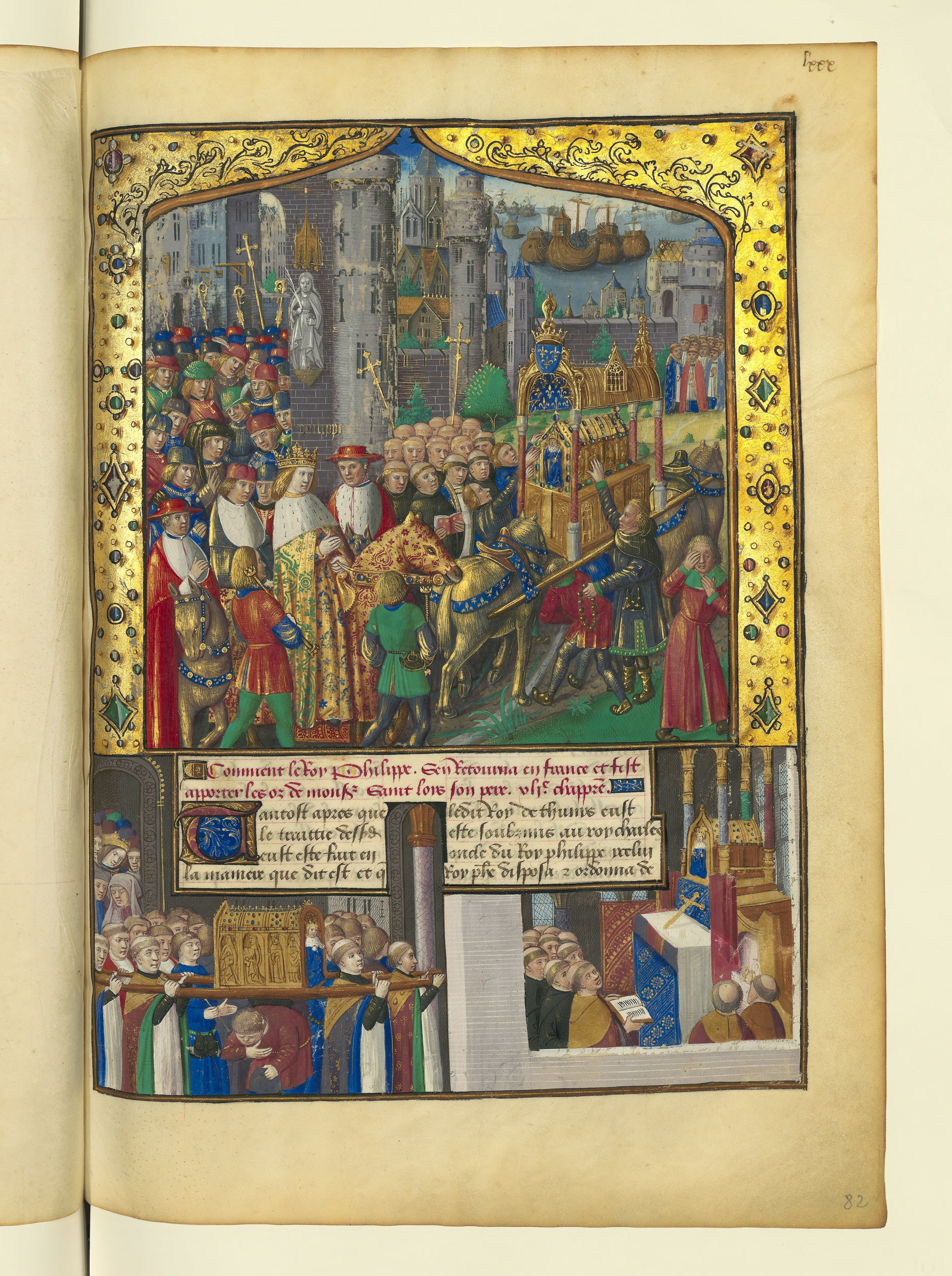
Hình miêu tả Philippe (cưỡi ngựa) đang đưa hài cốt của cha ông trở về Pháp. Bản thảo được công bố cuối thế kỷ 15

Với tư cách là Bá tước xứ Orléans, Philippe đã đồng hành cùng cha mình trong cuộc Thập tự chinh lần thứ tám tới Tunis vào năm 1270. Không lâu trước khi rời Pháp tham gia thập tự chinh, Louis IX đã trao quyền nhiếp chính vương quốc vào tay Mathieu de Vendôme và Simon II, Bá tước Clermont, người mà ông cũng đã giao phó con dấu hoàng gia. Sau khi chiếm Carthage, quân đội đã bị một trận dịch kiết lỵ tấn công, khiến cả gia đình Philippe gần như đều không qua khỏi. Em trai của ông, Jean Tristan, Bá tước Valois qua đời đầu tiên vào ngày 3 tháng 8. Sau đó vào ngày 25 tháng 8, nhà vua Louis cũng qua đời. Để tránh việc hài cốt của Louis bị thối rữa, người ta quyết định thực hiện phong tục an táng mos Teutonicus, trong đó có quá trình loại bỏ phần thịt từ xương người để việc vận chuyển hài cốt trở nên thuận lợi hơn.
Philippe khi đó chỉ mới 25 tuổi và đã mắc bệnh kiết lỵ, ông được phong làm vua ở Tunis. Chú của ông, Charles I của Napoli, đã thương lượng với Muhammad I al-Mustansir, một Khalip của triều đại Hafsid ở Tunis. Một hiệp ước đã được ký kết vào ngày 5 tháng 11 năm 1270 giữa các vị vua của Pháp, Sicilia, Navarra và khalip của Tunis.
Sau đó, nhiều người trong hoàng gia cũng qua đời. Vào tháng 12, tại Trapani, Sicilia, anh rể của Philippe, Vua Thibaut II của Navarra qua đời. Vào tháng 2, vợ của Philippe, là Isabel đi sau Thibaut cũng bị ngã ngựa khi đang mang thai đứa con thứ năm, sau đó qua đời ở Cozenza (Calabria). Vào tháng 4, góa phụ của Thibaut và cũng là chị gái của Philippe, Isabelle cũng qua đời.
Philippe III đến Paris vào ngày 21 tháng 5 năm 1271, và bày tỏ lòng kính trọng đối với những người đã khuất. Ngày hôm sau, tang lễ của cha ông được tổ chức. Vị quốc vương mới lên ngôi vua của Pháp tại Reims vào ngày 15 tháng 8 năm 1271.

## Trị vì
Philippe vẫn duy trì bảo đảm lại hầu hết các chính sách đối nội của cha mình từng thi hành. Điều này bao gồm các sắc lệnh hoàng gia được cha ông thông qua chống lại chiến tranh giữa các lãnh chúa năm 1258, được ông củng cố bằng cách thông qua sắc lệnh của chính mình vào tháng 10 năm 1274. Philippe tiếp bước cha mình liên quan đến vấn đề người Do Thái tại Pháp, khi ông tuyên bố lòng mộ đạo là động lực của mình. Khi trở về Paris ngày 23 tháng 9 năm 1271, Philippe ban hành lại sắc lệnh của cha mình rằng người Do Thái phải đeo huy hiệu riêng biệt. Hiến chương của ông năm 1283 đã thi hành lệnh cấm xây dựng và sửa chữa các giáo đường Do Thái và nghĩa trang của người Do Thái, cấm người Do Thái thuê mướn người theo đạo Thiên chúa, và tìm cách kiềm chế tính cách người Do Thái (tụng kinh quá lớn).
Vào ngày 21 tháng 8 năm 1271, chú của Philippe là Alphonse, vị Bá tước xứ Poitiers và Toulouse đã qua đời mà không để lại hậu duệ ở Savona. Philippe thừa kế các vùng đất của Alphonse và hợp nhất chúng với lãnh thổ hoàng gia. Quyền thừa kế này bao gồm một phần của Auvergne, sau này là Công quốc Auvergne và Agenais. Theo nguyện vọng của Alphonse, Philippe đã trao Comtat Venaissin cho Giáo hoàng Grêgôriô X vào năm 1274. Vài năm sau, Hiệp ước Amiens (1279) được kí kết với Vua Edward I của Anh đã trả lại lại Agenais cho người Anh.
Vào ngày 19 tháng 9 năm 1271, Philippe chỉ huy nguyên lão của Toulouse ghi lại những lời thề trung thành từ các quý tộc và hội đồng thị trấn. Năm sau, Roger-Bernard III, Bá tước Foix, xâm lược hạt Toulouse để giết một số quan chức hoàng gia, và chiếm thị trấn Sombuy. Nguyên lão hoàng gia của Philippe, Eustache de Beaumarchès, đã dẫn đầu một cuộc phản công vào hạt Foix, cho đến khi Philippe ra lệnh rút lui. Philippe và quân đội của ông đến Toulouse vào ngày 25 tháng 5 năm 1272, và vào ngày 1 tháng 6 tại Boulbonne gặp James I của Aragon, người đã cố gắng hòa giải vấn đề, nhưng điều này đã bị Roger-Bernard từ chối. Philippe sau đó tiến hành một chiến dịch tàn phá và đuổi toàn bộ người dân khỏi hạt Foix. Đến ngày 5 tháng 6, Roger-Bernard đầu hàng, bị giam tại Carcassonne, và còn bị xích. Philippe đã bỏ tù ông ta một năm, nhưng sau đó trả tự do và trả lại vùng đất của Roger-Bernard.

## Hiệp ước với Navarra
Sau khi Vua Enrique I của Navarra qua đời vào năm 1274, Alfonso X của Castila đã cố gắng giành lấy ngai vàng Navarra từ người thừa kế của Enrique, nữ vương Juanna mới 1 tuổi. Fernando de la Cerda, con trai của Alfonso X, đến Viana cùng với một đội quân. Cùng lúc đó, Alfonso tìm kiếm sự chấp thuận của Giáo hoàng cho cuộc hôn nhân giữa một trong những cháu trai của ông và Juanna.  Góa phụ của Enrique là Blanche xứ Artois, cũng nhận được lời cầu hôn Juanna từ Anh và Aragon. Đối mặt với một đội quân xâm lược và các yêu sách đòi cầu hôn từ nước ngoài, Blanche đã tìm kiếm sự trợ giúp từ người anh họ của bà, chính là Philippe. Philippe thấy được lợi ích từ lãnh thổ, bù lại Juanna sẽ có sự hỗ trợ quân sự để bảo vệ vương quốc của mình. Hiệp ước Orléans năm 1275, giữa Philippe và Blanche, đã dàn xếp cuộc hôn nhân giữa những con trai của Philippe (Louis hoặc Philippe) và con gái của Blanche, Juanna. Hiệp ước đưa ra rằng Navarra sẽ được quản lý từ Paris bởi các thống đốc được bổ nhiệm. Đến tháng 5 năm 1276, các thống đốc Pháp đã đi khắp Navarra để thu thập những lời thề trung thành với vị nữ hoàng trẻ. Dân chúng Navarra đã không hài lòng với hiệp ước thân Pháp và các thống đốc Pháp, liền thành lập hai phe nổi loạn, một phe ủng hộ người Castilia, còn phe kia ủng hộ Aragon.

### Cuộc nổi dậy của người Navarra
Vào tháng 9 năm 1276, Philippe, đối mặt với cuộc nổi dậy công khai. Ông đã cử Robert II, Bá tước Artois đến Pamplona cùng với một đội quân để bình ổn chính trị. Philippe đến Bearn vào tháng 11 năm 1276 cùng với một đội quân khác, lúc đó Robert đã ổn định được tình hình và lấy lời tuyên thệ bày tỏ lòng kính trọng từ các quý tộc và lâu đài người Navarra. Mặc dù cuộc nổi dậy nhanh chóng được bình định, nhưng phải đến mùa xuân năm 1277, các Vương quốc Castila và Aragon mới từ bỏ ý định giao ước hôn nhân của họ. Philippe nhận được lời quở trách chính thức từ Giáo hoàng Nicôla III vì những thiệt hại gây ra trên khắp Navarra.

## Sự kiện Kinh chiều của người Sicilia
Năm 1282, Vua Pedro III của Aragon xâm lược Sicilia, thúc đẩy cuộc nổi dậy của những người tham gia sự kiện kinh chiều của người Sicilia chống lại Vua Charles I của Napoli, chú ruột của Philippe. Sự thành công của cuộc nổi dậy và cuộc xâm lược đã dẫn đến sự đăng quang của Pedro làm vua của Sicilia vào ngày 4 tháng 9 năm 1282. Giáo hoàng Máctinô IV đã ra vạ tuyệt thông cho Pedro và ra tuyên bố tước đoạt vương quốc của ông. Máctinô sau đó trao Aragon cho con trai của Philippe, Charles, Bá tước Valois. Em trai của Philippe là Peter, Bá tước Perche, người đã cùng Charles dẹp loạn, nhưng sau đó bị giết ở Reggio Calabria. Ông qua đời mà không để lại hậu duệ nên hạt Alençon được sát nhập vào lãnh địa của hoàng gia vào năm 1286.

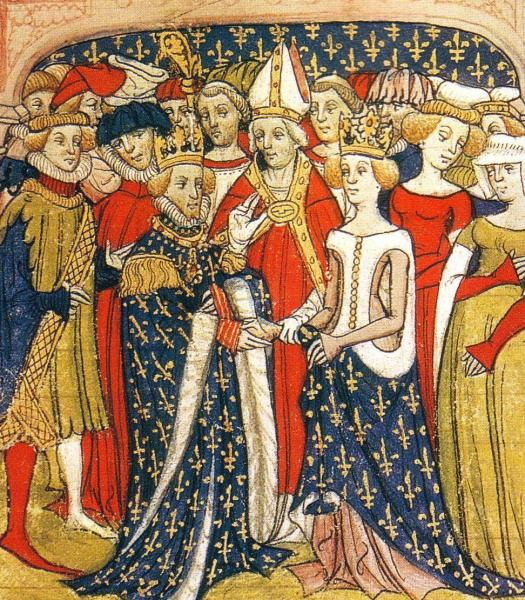
Hôn nhân của Philippe và Marie xứ Brabant, vương hậu Pháp

### Cuộc thập tự chinh của người Aragon và qua đời
Philippe dưới sự thúc giục của vợ mình là Marie xứ Brabant và chú của ông là Charles của Napoli, đã phát động một cuộc chiến chống lại Vương quốc Aragon. Cuộc chiến đã lấy tên "Cuộc thập tự chinh của người Aragon" theo phê chuẩn của giáo hoàng; tuy nhiên, một nhà sử học đã gọi miêu tả cuộc chiến này "có lẽ là một việc làm bất công, không cần thiết và tai họa nhất từng được thực hiện bởi chế độ quân chủ của vương triều Capet." Philippe đã cùng với các con trai của mình tiến vào Roussillon với tư cách là người đứng đầu một đội quân lớn. Đến ngày 26 tháng 6 năm 1285, ông cố thủ quân đội của mình trước Girona và bao vây thành phố. Mặc dù bị kháng cự mạnh mẽ, Philippe đã chiếm Girona vào ngày 7 tháng 9 năm 1285. Philippe nhanh chóng phải trải qua sự đáp trả khi một trận dịch kiết lỵ ập đến trại Pháp và khiến Philippe bị ảnh hưởng nặng nề. Quân Pháp đã bắt đầu rút quân khi quân Aragon tấn công và dễ dàng đánh bại trong trận Col de Panissars vào ngày 1 tháng 10. Philippe qua đời vì bệnh kiết lỵ ở Perpignan vào ngày 5 tháng 10 năm 1285. Con trai của ông, Philippe IV, kế vị ông làm vua nước Pháp. Theo phong tục mos Teutonicus, thi thể của ông được chia thành nhiều phần, mỗi phần được chôn ở những nơi khác nhau; xác thịt được gửi đến Nhà thờ Narbonne, phần nội tạng được đến Tu viện La Noë ở Normandy, trái tim thì được đưa đến Nhà thờ Couvent des Jacobins, nhưng hiện đã bị phá hủy ở Paris và xương của ông đến Vương cung thánh đường thánh Denis, vào thời điểm ở phía bắc Paris.

## Hôn nhân và con cái
Vào ngày 28 tháng 5 năm 1262, Philippe kết hôn với Isabel, con gái của Vua Jaime I của Aragon và người vợ thứ hai của ông là Yolande của Hungary. Họ có những đứa con sau:
1. Louis (1264 - tháng 5 năm 1276).[55]
2. Philippe IV của Pháp (1268 - 29 tháng 11 năm 1314), người kế vị của ông, kết hôn với Joan I của Navarra[56]
3. Robert (1269–1271).[57]
4. Charles, Bá tước Valois (12 tháng 3 năm 1270 - 16 tháng 12 năm 1325),[58] Bá tước Valois từ năm 1284, kết hôn lần đầu với Margaret of Naples (Nữ bá tước Anjou) vào năm 1290, lần thứ hai với Catherine I của Courtenay vào năm 1302, và cuối cùng là Mahaut of Chatillon năm 1308
5. Con trai chết lưu (1271).[59]

Sau khi vương hậu Isabel qua đời, ông kết hôn lần thứ hai vào ngày 21 tháng 8 năm 1274 với Marie, con gái của Henry III, Công tước xứ Brabant và Adelaide xứ Bourgogne. Họ có 3 người con chung:
1. Louis, Bá tước xứ Évreux (tháng 5 năm 1276 - 19 tháng 5 năm 1319), Bá tước Évreux từ năm 1298,[58] kết hôn với Margaret of Artois[61]
2. Blanche của Pháp, Nữ công tước của Áo (1278 - 19 tháng 3 năm 1305), kết hôn với Công tước, vua tương lai Rudolf I của Bohemia và Ba Lan vào ngày 25 tháng 5 năm 1300.[61]
3. Marguerite của Pháp, vương hậu Anh (1282 - 14 tháng 2 năm 1318), kết hôn với Vua Edward I của Anh vào ngày 8 tháng 9 năm 1299.[62]

## Di sản
Trong thời trị vì của Philippe, lãnh thổ hoàng gia đã được mở rộng, ông còn có được hạt Guînes năm 1281, hạt Toulouse năm 1271, hạt Alençon năm 1286, Công quốc Auvergne năm 1271, và còn thông qua cuộc hôn nhân của con trai ông là Philippe, Vương quốc Navarra. Ông chủ yếu tiếp tục các chính sách của cha mình và để lại các quản trị viên của cha mình. Nỗ lực của ông nhằm chinh phục Aragon đã suýt làm phá sản chế độ quân chủ của Pháp, gây ra những thách thức về tài chính cho người kế vị.

## Đánh giá của Dante
Trong tác phẩm Thần khúc viết bởi nhà thơ Ý Dante, ông đã hình dung linh hồn của Philippe bên ngoài cổng Luyện ngục cùng với một số nhà cai trị châu Âu đương thời khác. Dante không trực tiếp gọi tên Philippe, nhưng ông gọi Philippe là "kẻ mũi nhỏ" và "cha đẻ của Sâu bọ nước Pháp," trong đó "sâu bọ" ám chỉ đến Vua Philippe IV của Pháp.